# Klein Lübars
Klein Lübars ist ein Ortsteil von Möckern im Landkreis Jerichower Land in Sachsen-Anhalt.

## Geographie
Das Dorf liegt 1,5 km westlich von Lübars im sehr waldreichen und 25.063 Hektar großen Landschaftsschutzgebiet Möckern-Magdeburgerforth. Die Gemarkung des Ortes gehört zur westlichen Fläminghochfläche, einer Heide- bzw. magerrasenreichen Waldlandschaft des norddeutschen Tieflandes. Das Gelände erreicht hier Höhen von um die 80 Meter.
Im Ort und in der näheren Umgebung finden sich zahlreiche Bäche und Gräben. Der Alte Mühlgraben im Nordteil des Dorfes fließt, wie alle übrigen Gewässer hier, dem am Südrand des Ortes verlaufenden Flüsschen Ihle zu. Dieser Nebenfluss der Elbe entspringt nur etwa drei Kilometer östlich von hier.

## Geschichte
Klein Lübars wird im Jahre 1842 als Pfarrdorf und landtagsfähiges Rittergut verzeichnet. Als Eigentümer wird der Oberforstmeister v. Thümen genannt. Zum Dorf gehörten damals eine evangelische Pfarrkirche mit einem Pfarrer, ein Küster- und Schulhaus mit einem Lehrer und 22 Wohnhäuser mit insgesamt 155 evangelischen und einem katholischen Einwohner. Im Jahre 1782 hatte der Ort 144 und im Jahre 1818 insgesamt 183 Einwohner. Die Pfarrstelle wurde im Wechsel durch den hiesigen und den Rittergutsbesitzer in Groß Lübars besetzt, da sich dort nur eine Filialkirche befand.
Zum Rittergut gehörten eine Wassermühle, eine holländische Windmühle, 2161 Morgen Äcker, Wiesen und Gärten, sowie 1200 Morgen Kiefernholzungen. Zwei ebenso dazugehörige Vorwerke lagen nördlich von hier und waren Glienicke und Waldrogäsen. Deren Einwohner waren nach Klein Lübars eingepfarrt und eingeschult. Sonst fanden sich hier im Ort nur noch zwei Häusler, die mit nur fünf Morgen 83 Ruten Roggenland nur einen kleinen Teil bewirtschafteten und zehn Einlieger.
Klein Lübars war ursprünglich ein Gutsbezirk im Landkreis Jerichow I der preußischen Provinz Sachsen und wurde am 17. Oktober 1928 mit dem Gutsbezirk Riesdorf zur Landgemeinde Klein Lübars-Riesdorf zusammengeschlossen. Klein Lübars-Riesdorf wiederum wurde am 20. Juli 1950 mit der Gemeinde Groß Lübars zur Gemeinde Lübars zusammengeschlossen. Bis zur Eingemeindung am 1. Juli 2002 war das Dorf ein Ortsteil der Gemeinde Lübars, heute ebenfalls ein Ortsteil der Stadt Möckern.

## Sehenswürdigkeiten
An der Ruine der Kirche St. Timothei wurde bereits saniert, um den Bestand zu schützen. Das Schiff, dem noch große Teile des Daches fehlen, stammt vermutlich aus dem 13. Jahrhundert und wurde überwiegend aus Feldsteinen errichtet. Der Turm wurde im Jahre 1899 hinzugefügt beziehungsweise aufgestockt, wie eine auf der Westseite eingelassene Inschriftentafel belegt.

Nur einen Kilometer nördlich vom Dorf in einem Kiefernwald liegt nahezu ebenerdig ein großer Findling von 3,8 m Länge und 2,5 m Breite. Er wird hier Opferstein genannt. 

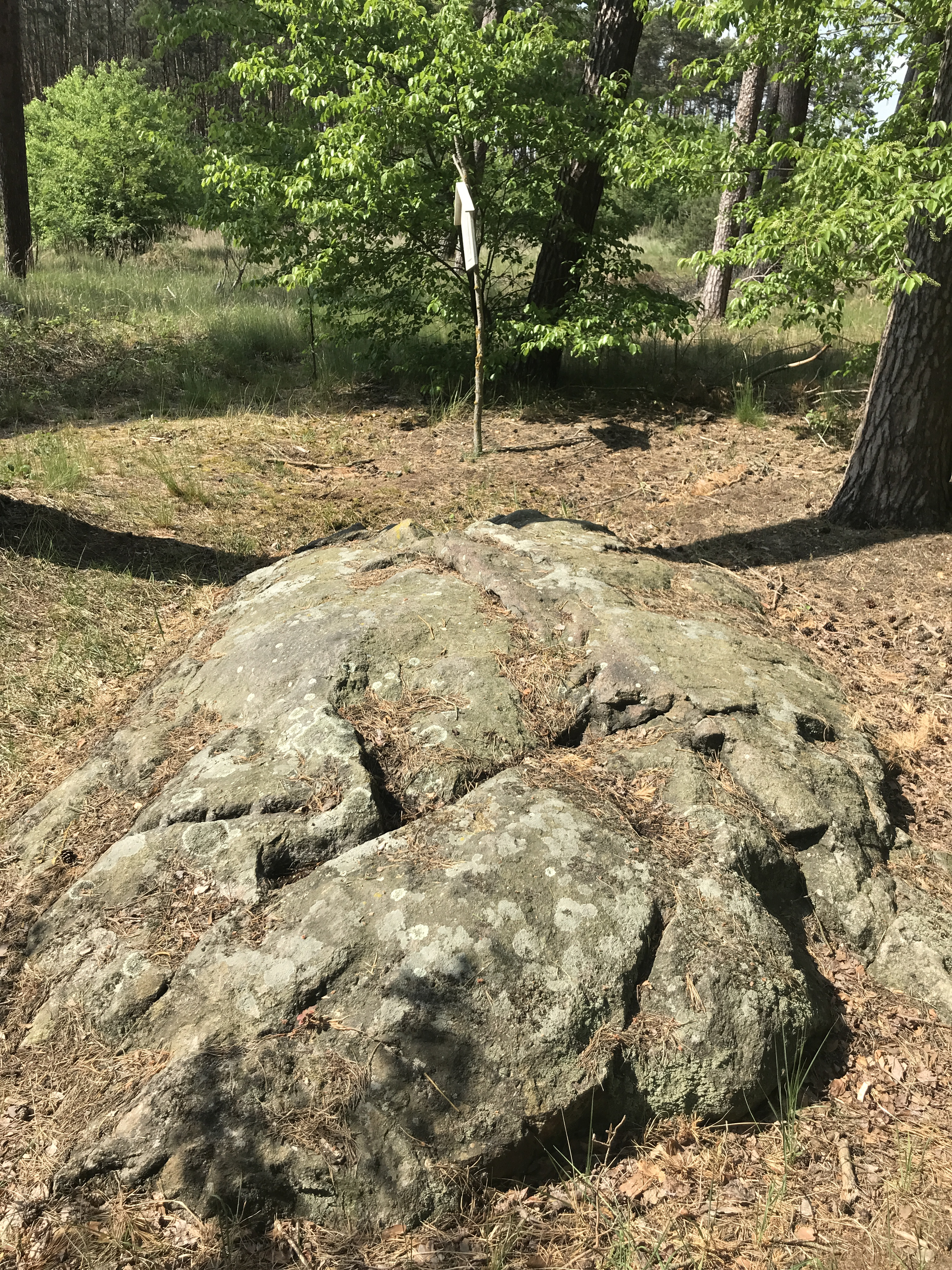
Opferstein bei Klein Lübars

Am nordwestlichen Ortsrand befindet sich die Pfarreiche. Etwa 800 Jahre alt, mit einem Stammumfang von sechs Metern und einem Kronendurchmesser von 30 m.